# ワシリー・シシ
ワシリー・シシ（Vasily Shish、1982年8月7日 - ）は、ベラルーシ出身の男性キックボクサー。チヌックジム所属。ヨーロッパの格闘技イベント「スーパーリーグ」に出場。元IKFムエタイ世界スーパーライト級王者。

## 来歴
2003年5月10日、SuperLeague Austria 2003にてスーパーリーグデビュー。エディ・サバンに判定負け。
2005年5月4日、K-1 WORLD MAX 2005 〜世界一決定トーナメント開幕戦〜にてK-1デビュー。ブアカーオ・ポー.プラムックに判定負け。

## 戦績
| 勝敗 | 対戦相手                    | 試合結果                 | 大会名                                                       | 開催年月日     |
| ×    | パウロ・バリシャ            | 3R終了 判定              | Swiss Lasvegas 2                                             | 2007年12月15日 |
| ×    | アルビアール・リマ          | 3R終了 判定              | Krash CBF Show No Mercy                                      | 2007年10月26日 |
| ○    | Artur Shamkhalov            | 5R KO                    | Ufa                                                          | 2006年11月8日  |
| ×    | ペトロ・ナコネッチニィ      | 3R終了 判定              | S-1 European Elimination【1回戦】                            | 2006年7月21日  |
| ×    | ペトロ・ナコネッチニィ      | 延長R終了 判定           | K-1 EAST EUROPE MAX 2006                                     | 2006年3月10日  |
| ×    | ヤッシーン・ベンファッジ    | 3R+延長R終了 判定        | Janus Fight Night 2005【準決勝】                             | 2005年11月19日 |
| ○    | マイケル・ハンスグット      | 2R 1:46 KO（ハイキック） | Janus Fight Night 2005【1回戦】                              | 2005年11月19日 |
| ×    | ファリッド・キダー          | 5R終了 判定              | King of The Muaythai                                         | 2005年10月28日 |
| ○    | パウロ・バリッシャ          | 4R TKO                   | Fight Night                                                  | 2005年9月25日  |
| ×    | ブアカーオ・ポー.プラムック | 3R終了 判定0-3           | K-1 WORLD MAX 2004 〜世界一決定トーナメント開幕戦〜【1回戦】 | 2005年5月4日   |
| ×    | クリス・ファン・ベンローイ  | 5R終了 判定0-3           | SuperLeague Germany 2003                                     | 2003年9月27日  |
| ×    | エディ・サバン              | 5R終了 判定              | SuperLeague Austria 2003                                     | 2003年5月10日  |
| ○    | リチャード・コスタック      | 1R TKO                   | IKF USA vs Belarus                                           | 2000年1月14日  |

## 獲得タイトル
- IKFムエタイ世界スーパーライト級王座（2001年）
- ISS世界王者（2003年）
- WKNムエタイ世界スーパーライト級王座（2003年）